# Conan Osíris
Conan Osíris (Lisszabon, 1989. január 5. –) portugál énekes.

## Élete
2019. március 2-án az Festival da Canção 2019 résztvevője volt és megnyerte.
Ő képviselte Portugáliát a 2019-es Eurovíziós Dalfesztiválon, Tel-Avivban, a Telemóveis című dallal.

## Diszkográfia

### Album
- 2011 - Cathedral
- 2016 - Música, Normal
- 2017 - Adoro bolos

### EP
- 2014 - Silk

### Kislemezek
- 2019 – Telemóveis

## Fordítás
- Ez a szócikk részben vagy egészben  a   Conan Osíris című angol Wikipédia-szócikk fordításán alapul.  Az eredeti cikk szerkesztőit annak laptörténete sorolja fel. Ez a jelzés csupán a megfogalmazás eredetét és a szerzői jogokat jelzi, nem szolgál a cikkben szereplő információk forrásmegjelöléseként.